# L'Appel de Cthulhu (jeu de rôle)
Pour les articles homonymes, voir L'Appel de Cthulhu (homonymie).

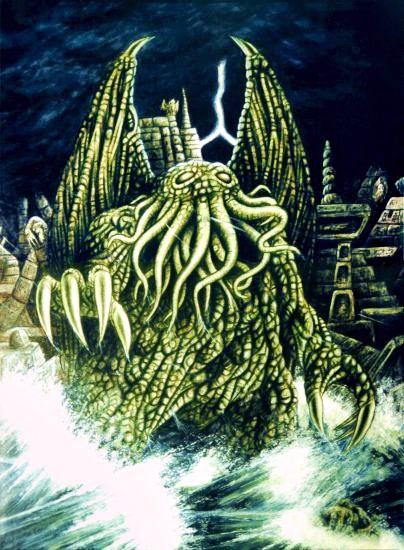
Vision d'artiste de Cthulhu.

L'Appel de Cthulhu (Call of Cthulhu) est un jeu de rôle créé aux États-Unis en 1981 par Sandy Petersen. Le titre vient de la nouvelle du même nom écrite par l'écrivain fantastique américain H. P. Lovecraft.
Le jeu est édité par Chaosium et était publié en France par Jeux Descartes jusqu'en 2005. La licence française du jeu a été reprise en 2008 par les Éditions Sans-Détour jusqu'en 2018, quand Sans-Détour a perdu la licence d'édition au profit d'Edge Entertainment.
Ce jeu emprunte à l’univers de H. P. Lovecraft son ambiance mystérieuse et oppressante, ainsi que sa cosmogonie hétéroclite et originale — le Mythe de Cthulhu — qui décrit un ensemble d'horribles puissances cosmiques : les Grands Anciens. Les joueurs sont confrontés à des situations où ils doivent déjouer les complots de ces créatures et de leurs adorateurs.
Les personnages évoluent dans les années 1890, 1920 ou bien dans un monde contemporain alternatif, mais le principe est en fait utilisable dans quasiment n'importe quelle époque ou lieu.
Le système de jeu utilisé — Basic Role-Playing — est rapide et simple d'utilisation. Il utilise presque tous les dés polyédriques dont notablement trois dés à six faces pour définir la plupart des caractéristiques physiques et mentales des personnages et un dé à cent faces (réalisé en combinant deux dés à dix faces) pour effectuer les jets de compétence. Une version D20 System, basée sur un système développé par les créateurs de Donjons et Dragons, est également disponible.
La gamme de suppléments disponible dans le commerce, que ce soit en version originale ou dans sa traduction française, est très riche et comprend de nombreux scénarios et campagnes ainsi que des suppléments de règles et de background. Il s'agit également du jeu de rôle ayant bénéficié du plus grand nombre d'éditions[réf. nécessaire].

## Historique
| No    | VO   | VF   |
| ----- | ---- | ---- |
| 1     | 1980 |      |
| 2     | 1983 | 1984 |
| 3     | 1986 |      |
| 4     | 1989 | 1990 |
| 5     | 1992 | 1993 |
| 6     | 2005 | 2008 |
| 7     | 2014 | 2015 |
| 1. 2. |      |      |

À l’origine, Sandy Petersen contacte Chaosium en proposant un projet de supplément pour RuneQuest consacré aux Contrées du Rêve décrites par H. P. Lovecraft. L'équipe de Chaosium travaillait à l'époque sur la conception d’un jeu nommé Dark Worlds et, convaincue par l’enthousiasme de Sandy Pertersen, lui confie le projet.
De 1980 à 2014, sept éditions se succèdent. Les règles initiales du jeu (le Basic Role-Playing, dérivées d’une version simplifiée du système de RuneQuest) évoluent au cours du temps. Le jeu est traduit en français par Jean Balczesak dès 1984 et publié par Jeux Descartes. En 2005, Jeux Descartes est absorbé par Asmodée et c'est l'éditeur Sans-Détour qui reprend la publication française du jeu de rôle. En 2014, l'éditeur Chaosium propose un quickstart gratuit des règles au format PDF.
En mars 2015, l'éditeur français Sans-Détour lance une campagne de financement participatif pour la traduction de la 7e édition qui remporte 403 kEUR.
En décembre 2018, l'éditeur Chaosium annonce la fin de la licence pour Sans-Détour, celui-ci n'ayant pas payé les droits d'auteur dus depuis deux ans, ; toutefois, l'éditeur français pourra livrer aux souscripteurs les produits promis lors de la campagne de financement pour Les Masques de Nyarlathotep et Le Jour de la bête mais ne pourront distribuer ces jeux par la suite. La licence française est reprise par Edge Entertainment en janvier 2019.
Fin 2018, Chaosium publie une version d'initiation, Call of Cthulhu Starter Set ; en mars 2019, Edge Entertainment annonce sa publication en français sous le titre « kit de démarrage ». À noter qu'il existe depuis 2021 en français une version dite « pulp » de l'Appel de Cthulhu pour permettre un jeu plus héroïque et dynamique.
L'œuvre de Lovecraft étant entrée dans le domaine public, d'autres éditeurs publient des jeux de rôle utilisant le mythe de Cthulhu : Cthulhu (Trail of Cthulhu, Pelgrane Press/Le 7e Cercle, 2008) ; Delta Green (Arc Dream Publishing, 2011) qui, avant d'être un jeu de rôle, était un supplément pour L'Appel de Cthulhu (Pagan Publishing, 1997, traduit par Jeux Descartes en 1999 puis Sans-Détour) ; Achtung! Cthulhu (cadre d'aventure pour L'Appel de Cthulhu, Savage Worlds et FATE, Modiphius, 2013).

## Apports du jeu

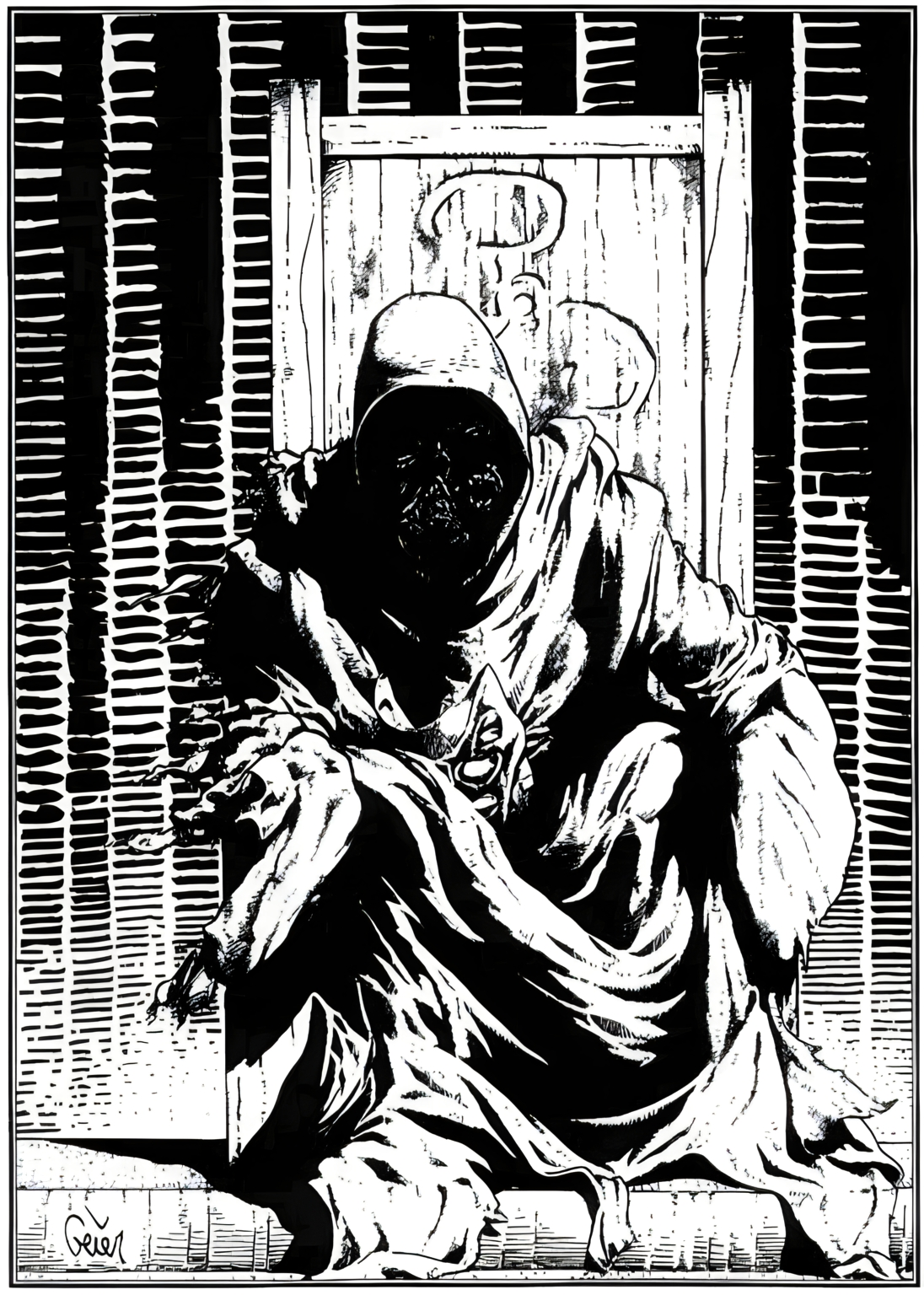
« Le Roi en jaune », illustration d'Earl Geier pour le scénario « Tatterdemalion » paru dans le supplément Expériences fatales du jeu de rôle L'Appel de Cthulhu publié par Chaosium.
Le Signe jaune ornant le dossier du trône a été conçu par Kevin A. Ross pour le scénario « Dites-moi, auriez-vous vu le Signe jaune ? » inclus dans le supplément Les Grands Anciens.

### Généralités
À l’époque de sa sortie (1981 aux États-Unis), le monde du jeu de rôle est encore dominé par les mécanismes de jeu introduits par « l'ancêtre » Donjons et Dragons : 
- règles de jeu parfois complexes, essentiellement orienté vers l’affrontement ;
- importance du personnage incarné par le joueur, qui voit ses capacités croître au fur et à mesure des parties ;
- gameplay souvent caricaturé avec la formule « Porte-monstre-trésor ».

L’Appel de Cthulhu prend le contre-pied de ces mécanismes :
- simplicité des règles : le système de jeu peut être pris en main par les joueurs très rapidement ;
- recentrage du jeu autour d’une intrigue, mettant en avant la notion d’enquête : l’essentiel d'une partie consiste à rassembler des informations. Cette notion se traduit dans les capacités mises à disposition des joueurs dans la fiche de personnage avec l'apparition de compétences du type « Archéologie », « Comptabilité », etc. ;
- diminution de l'importance des personnages : sa durée de vie est en général assez faible, en raison du caractère meurtrier du système de combat et de l’introduction de la notion de santé mentale.

### Santé Mentale
L'Appel de Cthulhu a été le premier jeu dans lequel les personnages pouvaient devenir fous (ce qui est peut-être encore plus frustrant que de les voir mourir).
L'originalité du système de jeu repose notamment sur les règles de gestion de la santé mentale qui permet de faire une corrélation entre le surnaturel de l’univers de  H. P. Lovecraft et les conséquences psychologiques des événements auxquels vont être confrontés les joueurs. La découverte de vérités terrifiantes se traduit par un jet de dés qui déterminera combien de points de santé mentale perdra le personnage. Le maximum de santé mentale autorisé décroit donc inexorablement.
Cette Santé Mentale a permis d'instaurer un élément qui disparaissait des jeux de rôles classiques : la gestion de la peur. La règle de la Santé Mentale permet d’injecter de la prudence dans le comportement du joueur. Certains d'entre eux préfèreront même s'enfuir, ou se cacher la vue, plutôt que d'affronter la réalité. La sixième édition met cependant en place l'aplomb, qui permet de diminuer les pertes de Santé Mentale reçues pendant la partie. Mais l'aplomb est également étudié pour ne pas durer éternellement et ainsi rendre les joueurs imprudents (un point d'aplomb peut être utilisé pour augmenter les degrés de réussite).

### Commentaires
- L'abréviation du nom de la compétence Trouver objet caché, TOC, est devenu une expression classique utilisée même lorsque l'on joue à d'autres jeux.
- Le jeu a fortement inspiré de nombreux jeux d'horreur contemporains, tels que Chill, GURPS Horreur (Steve Jackson Games) ou Beyond the Supernatural (Palladium Books), et d'autres jeux de rôles inspirés des œuvres de Lovecraft, comme Cthulhu ou CthulhuTech. Le concept de jeu a aussi influencé des jeux plus "médiéval fantastique" comme Warhammer, le jeu de rôle fantastique, sorti en 1986 dans sa première version.

## Parutions

### Liste des parutions
Le jeu est édité en France, en Espagne, en Pologne, en Italie, au Japon, en Allemagne et bien entendu aux États-Unis.
Depuis 1981, le jeu a connu sept éditions et plus de 90 suppléments. 400 000 exemplaires des règles du jeu ont été vendus toutes éditions confondues.
Voici, à titre d'indication, une liste des parutions à dater de mars 2005 (x indique nombre de scénarios disponibles dans la parution). Des listes exhaustives des suppléments publiés sont disponibles sur les sites référencés dans les liens externes.

### Les grandes campagnes
La première édition du jeu est très rapidement suivie par la publication de plusieurs campagnes de longue haleine. Les plus notables :
- Les ombres de Yog-Sothoth (1984)
- Les Fungi de Yuggoth (1984)
- Les Masques de Nyarlathotep (1984)

Autres campagnes notables publiées par la suite :
- Le Rejeton d'Azathoth (1986)
- Terreur sur l'Orient-Express (1994)
- La Chose sur le seuil (1994)
- Par-delà Les Montagnes Hallucinées (Beyond the Mountains of Madness) (1999, traduit en 2010)
- Les Oripeaux du roi (2007, traduit en 2009)
- La Terreur venue du ciel (2014)

### Le Pays de Lovecraft
Cette série de suppléments édité par Chaosium dans les années 1990 et supervisée par Keith Herber décrivent une série de villes de Nouvelle-Angleterre imaginées par H. P. Lovecraft.
- Les mystères d’Arkham
- Kingsport, Cité des Brumes
- Retour à Dunwich
- L’évasion d’Innsmouth

### Les Guides régionaux
Une série de suppléments consacrée aux métropoles et aux pays les plus notables dans le cadre du jeu :
- Les Années Folles (1988)
- Terror Australis (1988)
- Le guide du Caire (1996)
- Le guide de Londres (1997)
- Les secrets de la Nouvelle Orléans (1997, traduit en 2010)
- Secrets of Japan (2005, non traduit)
- Les secrets de New York (2006, traduit en 2009)
- Les secrets de Marrakech (2009, traduit en 2009)
- Secrets of San Francisco (2006, traduit en 2010)
- Secrets of Kenya (2007, traduit en 2010)
- Secrets of Los Angeles (2007, non traduit)

### Delta Green
Bien que des règles de contexte soient établies pour l'époque moderne, la grande majorité du matériel publié pour l'Appel de Cthulhu se déroule pendant les années 1920. Précédée de quelques suppléments et campagnes ayant pour contexte les années 1990 (en particulier Cthulhu 90) cette période n'est exploitée réellement qu'avec la publication de Delta Green : cette série de suppléments éditée par Pagan Publishing (en) a fortement contribué au renouvellement du jeu au milieu des années 1990. Ils sont maintenant tous traduits par les Éditions Sans-Détour :
- Delta Green
- Delta Green : Countdown
- Delta Green : Eyes Only, incluant :
  - Delta Green Eyes Only Volume 1: Machinations of the Mi-go
  - Delta Green Eyes Only Volume 2: The Fate
  - Delta Green Eyes Only Volume 3: Project Rainbow
- Delta Green : Targets of Opportunity
- Delta Green : L'Écran (disponible uniquement en français)

## Accueil

### À la sortie du jeu
La sortie de L'Appel de Cthulhu est ressentie comme une grande nouveauté à une époque où la majorité des jeux de rôle étaient ancrés dans des mondes d'heroic fantasy. Contrairement à un jeu comme Donjons & Dragons, les monstres (du Mythe) de L'Appel de Cthulhu sont bien plus puissants que les personnages joueurs (les investigateurs), ce qui oblige les joueurs à rechercher et exploiter des indices, à explorer des lieux tout en faisant preuve de prudence, et cela encourage le roleplay en lieu et place de l'obsession du combat : charger avec des armes et de la dynamite n'est jamais une solution (sauf à se sacrifier en cas de situation désespérée) ; cela crée un fort attachement des joueurs pour leur personnage, même si le destin à court terme de ce dernier est une mort inévitable ou, au mieux, une folie salvatrice. De plus, le jeu, qui se déroule généralement dans les années 1920, est propice à des décors grandioses, savamment développés dans les suppléments ; c'est l'un des rares jeux de rôle historiques à avoir atteint un tel succès auprès du public.

### En 1988
À la question « Vous avez des chiffres pour [Call of] Cthulhu ? » l'auteur du jeu, Sandy Petersen, répond « Euh, de mémoire, en milliers d'exemplaires, 40 aux USA, 30 en France, 5 en Allemagne, 10 au Japon et le jeu vient d'être traduit en Espagne. ».

### De nos jours
En 2024, toujours selon Sandy Petersen, le jeu continue de très bien se vendre. Le premier marché reste le Japon, devant les États-Unis (son pays d'origine) ; suivent, le marché anglophone, puis la France et l'Allemagne, à parts égales. Si seulement 10 % des joueurs de Donjons & Dragons sont des femmes, ce pourcentage s'élève à 30 % pour L'Appel de Cthulhu ; le Japon fait figure d'exception, avec 70 % de pratiquants féminins pour ce jeu.

## Récompenses
- Origins Awards 1981 : Meilleures règles de jeu de rôle
- Origins Awards 1995 : Hall of Fame
- Origins Awards 2001 : Meilleure présentation graphique